# Miura (élevage de taureaux)
Pour les articles homonymes, voir Miura (homonymie).

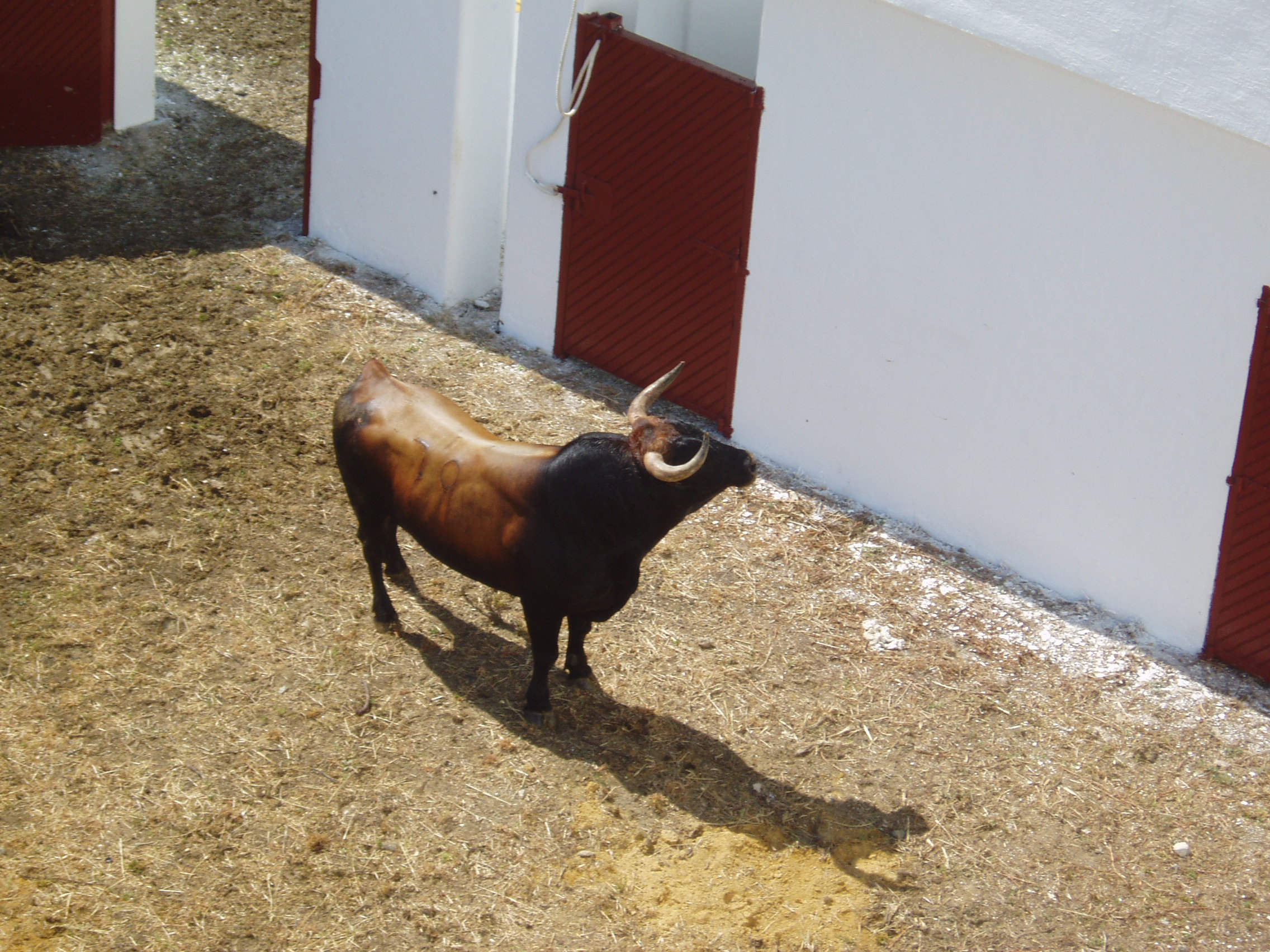
Toro de Miura.

Miura est un élevage (ganadería) de toros de lidia. L'élevage est situé à la finca Zahariche, dans le territoire de la commune de La Campana, près de Séville. À l'origine, l'élevage Miura est aussi un encaste qui comprend quatre branches majeures : Juan Miura, issu de Gallardo et Gil Herrera, Juan Miura, issu de Cabrera, Jeronimo Núñez de Prado, Eduardo miura, issu de Vásquez, Duque de Osuna-Veragua, et Antonio et José Miura, issu de Vistahermosa, Murube, Parladé. L'encaste actuel est la continuation directe de cinquante ans de sélection.

## Présentation
Les taureaux de cette ganadería sont généralement considérés comme les plus dangereux, les plus fougueux, les plus combatifs et très braves (ils sont aussi des animaux traditionnellement hauts sur pattes ce qui en fait des adversaires difficiles à maîtriser). Cette ganadería s'honore d'avoir donné le plus grand nombre de taureaux graciés pour leur combativité. Elle a été fondée en 1842 par Juan Miura par un croisement de vaches Gil de Herrera et de José Luis Alvareda, toutes d'origine Gallardo, établies sur les terres de El Puerto de Santa María (Cadix). En 1850, un troupeau de vaches Jerónimo Núñez est ajouté, ainsi que deux étalons de Vistahermosa en 1860. Les frères Miura, Antonio et José, effectuèrent un essai en 1920-1921 avec un étalon de la marquise de Tamarón : 

« José Maria Sotomayor livre quelques précisions sur l'apport de sang Parladé dans son ouvrage consacré à Miura. Selon lui, les frères Miura, Antonio et José, effectuèrent un essai entre 1920 et 1921 avec un étalon de la marquise de Tamarón, d'origine Parladé, appelé Banderillero n°11. Celui-ci couvrit un nombre réduit de vaches que le comte de la Corte avait offert à Juan et Antonio Miura. Selon les propriétaires actuels, les frères Miura éliminèrent tous les produits procédant de ce croisement,. »

 Les propriétaires actuels ont éliminé tous les produits procédant de ce croisement. La ganadería appartient encore aujourd’hui à Eduardo Miura Fernández et Antonio Miura, descendants du fondateur, et depuis 1996, au fils d'Eduardo : Eduardo Miura Fernández. 
En 1879, le taureau de race navarraise Murciélago (« chauve-souris »), de la ganadería de Joaquín del Val, a été gracié pour sa combativité et ensuite offert à Antonio Miura. De lui descendent nombre de taureaux de cet élevage prestigieux. Mais le plus connu reste Catalán élu un des meilleurs taureaux du XXe siècle par l'ensemble des observateurs taurins. Sa tête trône dans le musée privé de Zahariche.
Miura est récompensée en 2022 de la Médaille d'or du mérite des beaux-arts, décernée par le Ministère de l'Éducation, de la Culture et des Sports espagnol.

## Accidents graves
Parmi les accidents graves provoqués par des taureaux de la ganadería de Miura figurent ceux de :
- José Rodríguez « Pepete », tué à Madrid le 20 avril 1862 par le taureau « Jocinero »
- El Espartero, tué le 27 mai 1894 dans les arènes de Madrid lors de l’estocade du taureau « Perdigón »
- Domingo Del Campo y Alvarez « Dominguín », tué à Barcelone le 7 octobre 1900 par le taureau « Receptor »
- « Manolete », mort d'une blessure infligée le 28 août 1947 dans les arènes de Linares par le taureau « Islero »
- Christian Montcouquiol « Nimeño II », blessé très grièvement par « Pañolero » le 10 septembre 1989 dans les arènes d'Arles ; il se donnera la mort le 25 novembre 1991 car il ne pouvait plus toréer.